# WSOF América Central 2
WSOF América Central 2 foi um evento de artes marciais mistas promovido pelo World Series of Fighting, ocorrido em 14 de dezembro de 2013 no Pharaoh's Casino em Manágua, Nicarágua.

## Background
O evento teve como luta principal o duelo entre os meio médios Sergio Ortiz contra Ricardo Mayorga. 